# Caspasi-2
La caspasi-2, nota anche come CASP2, è un enzima che, negli esseri umani, è codificato dal gene CASP2. Gli ortologhi CASP2 sono stati identificati in quasi tutti i mammiferi per i quali sono disponibili dati completi sul genoma. Ortologhi unici sono presenti anche in uccelli, lucertole, lissamphibia e teleostei.

## Funzione
L'attivazione sequenziale delle caspasi gioca un ruolo centrale nella fase di esecuzione dell'apoptosi cellulare. Le caspasi esistono come proenzimi inattivi che si sottopongono a processi proteolitici a residui aspartici conservati per produrre due subunità, grandi e piccole, che si dimmerizzano per formare l'enzima attivo. La scissione proteolitica di questa proteina è indotta da una varietà di stimoli apoptotici.
La caspasi-2 blocca proteoliticamente altre proteine. Appartiene ad una famiglia di proteasi di cisteina chiamate caspasi che scindono le proteine solo in un amminoacido che segue un residuo di acido aspartico. All'interno di questa famiglia, la caspasi-2 fa parte della sottofamiglia Ich-1. È una delle caspasi più conservate in diverse specie di animali. La caspasi-2 ha una sequenza aminoacidica simile a quella delle caspasi iniziatore, tra cui la caspasi-1, la caspasi-4, la caspasi-5 e la caspasi-9. Viene prodotta come zimogeno, che contiene un lungo dominio pro simile a quello della caspasi-9 e contiene un dominio di interazione proteica noto come dominio CARD. La pro-caspase-2 contiene due subunità, p19 e p12.
È stato dimostrato che si associa a diverse proteine coinvolte nell'apoptosi usando il suo dominio CARD, inclusa la proteina ICH-1 / Ced-3-homologue associata al RIP con un dominio di morte (RAIDD), repressore dell'apoptosi con dominio di reclutamento della caspasi (ARC), e proteina dell'apoptosi di Ced-4-like-filament-forming dell'effettore di morte (DEFCAP). Insieme alla proteina indotta da RAIDD e p53 con un dominio di morte ([PIDD]) (LRDD), la caspasi-2 ha dimostrato di formare il cosiddetto PIDDosome, che può fungere da piattaforma di attivazione per la proteasi, sebbene possa anche essere attivato in assenza di PIDD. Complessivamente, la caspasi-2 sembra essere una caspasi molto versatile con molteplici funzioni oltre l'induzione della morte cellulare. 

## Interazioni
La caspasi-2 ha dimostrato di interagire con:
- Agonista della morte del dominio interagente BH3
- CRADD
- Caspasi-8